# Huffit
Huffit Cyclecars war ein französischer Hersteller von Automobilen.

## Unternehmensgeschichte
Das Unternehmen aus Paris begann 1914 mit der Produktion von Automobilen. Der Markenname lautete Huffit. Die Fahrzeuge wurden auch exportiert. Im gleichen Jahr endete die Produktion bereits wieder.

## Fahrzeuge
Das einzige Modell 9/11 CV war ein Kleinwagen. Für den Antrieb sorgte ein Zweizylindermotor von Clément-Bayard mit 1206 cm³ Hubraum. Die Karosserie wurde Typ Alphonso XIII genannt. Der Neupreis in England betrug 94,50 Britische Pfund.